# Mount Rubin
Mount Rubin är ett berg i Antarktis. Det ligger i Östantarktis. Australien gör anspråk på området. Toppen på Mount Rubin är 1 004 meter över havet.
Terrängen runt Mount Rubin är huvudsakligen lite kuperad. Trakten är obefolkad. Det finns inga samhällen i närheten.